# 電子雲膨張効果
電子雲膨張効果（でんしうんぼうちょうこうか、英: Nephelauxetic effect）とは、遷移金属の物理化学で用いられる用語である。
結晶中のラカーパラメータB、Cは自由イオンの時よりもかなり小さい。配位子場の電子が中心イオンの電子軌道に少し流れ込んで中性に近くなるため、d電子が配位子のほうに広がり、電子間距離が増えて、相互作用が小さくなったと考えることが出来る。これを電子雲膨張効果という。
実際、配位子の核位置にも3d電子の一部が存在することがESRやNMRの実験から明らかになっており、3d電子の広がりが少ないと考える結晶場理論の仮定は成り立っていない。
電子雲膨張効果によるラカーパラメータB、Cの減少率は、配位子では次の順になっている。
F < O ≈ N < Cl ≈ C < Br < I−
中心イオンについては次の順になっている。
Mn(II) < Ni(II) < Cr(III) < Fe(III) < Co(III) < Mn(IV)
この効果は共有結合性が強いほど大きいと考えることもでき、配位子の順番は電気陰性度の小さくなる順になっている。